# Jacob II Bernoulli
Jacob II Bernoulli (también escrito como Jakob o Jacques en su versión francesa; 17 de octubre de 1759 - 3 de julio de 1789) fue un físico suizo, autor de notables trabajos matemáticos sobre elasticidad, hidrostática y balística. Hermano menor de Johann III Bernoulli, fue uno de los últimos miembros notables de la familia Bernoulli. 

## Semblanza
Bernoulli, hijo de Johann II Bernoulli (1710-1790), nació en la ciudad suiza de Basilea en 1759. Una vez terminados sus estudios humanísticos, según la costumbre de la época, fue enviado a Neuchâtel para aprender francés. A su regreso se licenció en Derecho. Esta formación, sin embargo, no puso freno a su gusto hereditario por la geometría. Las primeras lecciones que había recibido de su padre fueron continuadas por su tío Daniel, y tal fue su progreso que a la edad de veintiún años fue llamado para asumir las funciones de la cátedra de física experimental, dado que su tío ya no podía desempeñar el cargo debido a su avanzada edad. Tras la muerte de su tío, optó a la cátedra vacante, y presentó un trabajo sobre física matemática para respaldar su solicitud. Sin embargo, la decisión sobre quién ocuparía la cátedra vacante no se tomó por motivos académicos sino por sorteo. Bernoulli tuvo mala suerte, y no le ofrecieron el puesto que realmente le hubiera gustado. Posteriormente aceptó el puesto de secretario del conde de Brenner, lo que le brindó la oportunidad de visitar Alemania e Italia. En Italia, entabló amistad con Lorgna, profesor de matemáticas en Verona y uno de los fundadores de la Società Italiana para el fomento de las ciencias. También fue nombrado miembro correspondiente de la Sociedad Real de Turín; y, mientras residía en Venecia, fue admitido, a través de la representación amistosa de Nicolas Fuss, en la academia de San Petersburgo. En 1788, fue nombrado uno de sus profesores de matemáticas.
Se ahogó mientras se bañaba en Neva en San Petersburgo, en julio de 1789, pocos meses después de su matrimonio con una nieta de Leonhard Euler.

## Publicaciones
- Varios de sus artículos están contenidos en los primeros seis volúmenes de Nova Acta Academiae Scientiarum Imperialis Petropolitanae, en Acta Helvetica, en las Memorias de las Academias de Berlín y Turín y en las publicaciones de su hermano Johann. También publicó por separado algunas tesis jurídicas y físicas, y una traducción al alemán de Mémoires du philosophe de Merian.